# Carl Walther
Carl Wilhelm Freund Walther (22. listopadu 1858 – 9. července 1915) byl německý puškař pocházející z města Zella-Mehlis v Sasko-kobursko-gothajském vévodství, který roku 1886 založil zbrojařskou firmu Walther.
Otec Carla Walthera, August Theodor Albert Walther byl slévačem železa a mosazi. Waltherova matka, Rosalie Wilhelmina Amelie Wilibald Pistorová, pocházela ze zbrojařské rodiny Pistorů a byla dcerou Wiliama Pistora. Carl Walther studoval u puškaře Wilibalda Barthelmese a později u Albina Schneidera. Pracoval na výrobě pušek Mauser pro firmu Jopp v Zella-Mehlis, Na podzim roku 1886 otevřel svůj vlastní obchod se zbraněmi, brzy najal další pracovníky, aby uspokojil poptávku po sportovních puškách, které vyráběl.
Roku 1888 se oženil s Minnou Georginou Pickertovou, dcerou výrobce revolverů Christiana Friedricha Pickerta. Měli spolu pět synů, Fritze, Georga, Wilhelma, Ericha a Lothara. Roku 1903, poté co tři synové začali pracovat ve firmě, se zaměřili na výrobu pistolí. O pět let později, roku 1908, Carl Walther společně se svým nejstarším synem Fritzem navrhl a začal vyrábět první použitelnou německou samonabíjecí pistoli. Právě Fritz Walther (1889–1966) převzal vedení společnosti po otcově smrti roku 1915.